# Uwe Bein
Uwe Bein, född 26 september 1960 i Heringen, Tyskland, är en tysk fotbollsspelare.